# Izby rolnicze w Niemczech
Izby rolnicze w Niemczech (niem. Landwirtschaftskammer) – instytucje samorządu gospodarczego, zrzeszające rolników indywidualnych, spółdzielnie rolnicze oraz producentów rolnych, reprezentujące interesy rolnictwa i leśnictwa.

## Historia
Izby rolnicze mają na ziemiach niemieckich historię sięgającą XIX wieku. Pierwsza izba rolnicza powstała w Bremie w 1894 r. Szczególnie rozwinięte były na terenie Prus. Ich ustrój nie zmieniał się od końca XIX w. (zjednoczenia Niemiec i powstania Cesarstwa) do I połowy XX wieku (Republiki Weimarskiej). W okresie III Rzeszy zostały scentralizowane, pozbawione samorządowego charakteru, podporządkowane NSDAP i włączone do hitlerowskiego aparatu administracyjnego.
Reaktywowano je po II wojnie światowej tylko na obszarze RFN. Jednak nie ujednolicono ustroju izb rolniczych na terenie Niemiec Zachodnich i w przeciwieństwie do izb przemysłowo-handlowych sprawy związane z organizacją i działalnością izb rolniczych zostały powierzone ustawodawstwu krajów związkowych (landów). Dlatego też izby rolnicze nie występują np. w Bawarii i Badenii-Wirtembergii. Ich funkcje spełniają tam urzędy rolnicze (Landwirtschaftsämter). Po zjednoczeniu Niemiec organizacja izb – ustalona w landach zachodnich – została zaadaptowana w landach wschodnich Niemiec. Dzięki temu można zaobserwować odradzanie się samorządu rolniczego we wschodnich Niemczech.

## Ustrój izb rolniczych w Niemczech
Co do zasady izby rolnicze w Niemczech są samorządowymi korporacjami prawa publicznego, zrzeszającymi osoby trudniące się rolnictwem, mleczarstwem, pszczelarstwem, winiarstwem, ogrodnictwem, uprawą owoców i warzyw, hodowlą bydła i koni, a także rybołówstwem śródlądowym i leśnictwem (według polskiej nomenklatury moglibyśmy określić to mianem „działów specjalnych produkcji rolnej”). Powierzone im jest nie tylko reprezentowanie interesów grup zawodowych związanych z rolnictwem, ale i wykonywanie zadań zleconych przez władze związkowe w obszarze rolnictwa i leśnictwa. Przynależność do izb jest obligatoryjna.
Wzorem dla organizacji i funkcjonowania izb rolniczych jest ustrój Izby Rolniczej Północnej Nadrenii-Westfalii. Zgodnie z nim w każdej izbie wyodrębniono:
- walne zgromadzenie (zebranie plenarne),
- zarząd (komisję główną),
- prezesa (przewodniczącego izby),
- komisje.

Bieżącym administrowaniem izby i sprawami biurowymi zajmuje się dyrektor izby. Zaś prezes reprezentuje izbę na zewnątrz i jest wybierany przez walne zgromadzenie. Walne zgromadzenie tworzą radcowie izby rolniczej wybierani przez wyborców. Do grona wyborców zaliczono m.in. rolników indywidualnych, właścicieli zakładów produkcji rolnej, osoby zatrudnione w rolnictwie (robotników rolnych).
Do działań własnych izb rolniczych zalicza się m.in.: reprezentowanie interesów rolnictwa; wspieranie rolników indywidualnych; prowadzenie szkolnictwa zawodowego; współpraca z władzami związkowymi w sprawach dotyczących rolnictwa, w tym opiniowanie projektów aktów prawnych i delegowanie przedstawicieli rolnictwa do gremiów rządów związkowych; powoływanie rzeczoznawców itp.
Wśród zadań zleconych przez władze przeważają zadania administracyjne i nadzorcze, np. kontrola produkcji rolnej pod względem zgodności z przepisami ochrony środowiska; współadministrowanie giełdami towarowymi; sprawowanie nadzoru nad producentami pod kątem ochrony roślin i pomnażania zasobów leśnych.
Na fundusze izb składają się dotacje i subwencje rządowe, sumy pochodzące z udziału w podatkach, składki członkowskie oraz inne dochody własne (np. z najmu pomieszczeń, organizacji szkoleń i kursów). Z punktu widzenia izb rolniczych istotne jest aby kwoty otrzymane od władz na realizację zadań zleconych pokrywały koszty tych działań.

## Izby rolnicze w Niemczech
W Niemczech istnieją następujące izby rolnicze:
1. Izba Rolnicza Północnej Nadrenii-Westfalii (Landwirtschaftskammer Nordrhein-Westfalen(inne języki), 1949)
2. Izba Rolnicza w Bremie (Landwirtschaftskammer Bremen(inne języki), 1956)
3. Izba Rolnicza w Nadrenii-Palatynacie (1970)
4. Izba Rolnicza Zagłębia Saary (1975)
5. Izba Rolnicza w Hamburgu (1990)
6. Izba Rolnicza w Szlezwiku-Holsztynie (Landwirtschaftskammer Schleswig-Holstein(inne języki), 1997)
7. Izba Rolnicza Dolnej Saksonii w Oldenburgu (Landwirtschaftskammer Niedersachsen(inne języki), 2006).

W 1970 r. zlikwidowano Izbę Rolniczą Hesji, włączając ją do Izby Rolniczej w Hamburgu. Izba Rolnicza Dolnej Saksonii powstała z połączenia Izby Rolniczej w Hanowerze z Izbą Rolniczą w Oldenburgu.